# Синоп (ил)
Сино́п (тур. Sinop) — ил на севере Турции.

## География
С севера территория ила омывается водами Чёрного моря. Мыс Инджебурун — самая северная точка черноморского побережья Турции.
Хребет Кюре в составе Понтийских гор.
Ил Синоп граничит с илами: Кастамону на западе, Чорум на юге, Самсун на востоке.

## Население
В 1912 г. в городе и районе проживали: турки — 119 467 чел., греки — 7 986 чел.
Население — 225 574 жителей по переписи 2009 года, 186 тыс. по оценке 2007 года.
Крупнейшие города — Синоп (30 тыс. жителей в 2000 году), Боябад.

## Административное деление
Ил Синоп делится на 9 районов:
1. Аянджык (Ayancık)
2. Боябат (Boyabat)
3. Дикмен (Dikmen)
4. Дураган (Durağan)
5. Эрфелек (Erfelek)
6. Герзе (Gerze)
7. Сарайдюзю (Saraydüzü)
8. Синоп (Sinop)
9. Тюркели (Türkeli)